# Корнилій (Столповицький-Лебецький)
Корни́лій Столпови́цький-Лебе́цький (пол. Korneliusz Stołpowicki-Lebiecki herbu Ościa або Lebecki, 17 березня 1689, біля Слоніма, Велике Князівство Литовське, нині Білорусь ― 22 січня 1730, Ятвіськ, нині Свіслоцький район Гродненської області, Білорусь) ― єпископ Володимирський і Берестейський Руської Унійної Церкви (1729—1730), василіянин, протоархимандрит Конґреґації Пресвятої Трійці (1726—1730), архимандрит Дубенський і Дерманський, архимандрит Супрасльський.

## Життєпис

### Навчання
Народився в шляхетній родині латинського обряду в околицях Слоніма, був сином Петра і Анни. Після вступу до василіян і складення вічних обітів, 3 грудня 1716 року розпочав навчання в Грецькій Колегії Святого Атанасія в Римі, там же, мабуть, наступного року отримав священниче рукоположення.

### Діяльність у Василіянському Чині
По повороті до Речі Посполитої в 1720 році, був проповідником у василіянському монастирі Святої Трійці у Вільно, потім — магістром новіціяту в Битені, а згодом ректором семінарії при василіянському колегіумі у Володимирі і офіціалом при тамтешній єпископській катедрі. В наступних роках був ігуменом у василіянських монастирях в Березвеччі і Володимирі, одночасно консультором Василіянського Чину. Як делегат Полоцького архієпископа Флоріяна Гребницького брав участь у з'їзді ієрархів Унійної Церкви в Луцьку, де підписався в листі до Апостольської Столиці, в якому єпископат висловлював подяку Папі за потвердження постанов Замойського Синоду і просив про втручання в справі охорони майна Унійної Церкви в Речі Посполитій (лист датований 23 квітня 1725 р.). На капітулі в Битені (13―18 жовтня 1726 р.) був обраний протоархимандритом Конґреґації Пресвятої Трійці. Правдоподібно, що з 1729 року був архимандритом василіянського монастиря в Дермані і Дубно. 15 січня (або 15 лютого) 1729 року обраний архимандритом Супрасльського монастиря, але з огляду на непорозуміння, що виникли під час голосування, відмовився від цієї гідності, проте після наступного одноголосного його обрання 28 лютого того ж року, дав згоду.

### ЄпископВолодимиро-Берестейський
12 серпня 1729 р. від короля Августа II отримав номінацію на єпископство Володимирське і Берестейське, а 3 вересня отримав від митрополита Атанасія Шептицького документ на отримання в користування майна Володимирської єпархії. Видається, що Столповицький перебрав це майно ще перед єпископською хіротонією, що спричинило конфлікт із митрополитом Шептицьким, який скаржився до Конгрегації Поширення Віри, закидаючи йому відмову повернення задепонованого в Супрасльському монастирі рухомого майна, срібла і готівки після смерті (19 вересня 1728 р.) митрополита Льва Кишки. Конгрегація доручила нунцієві Камілло Паолуччі взяти справу під свій контроль. Справу полагоджено дуже швидко, бо 29 листопада 1729 року митрополит перебрав частину рухомості, а 11 грудня у Львові висвятив Столповицького на єпископа.
З нагоди єпископської хіротонії Столповицького-Лебецького ієромонах Супрасльського монастиря Валеріян Завадський 14 січня 1730 року оголосив друком книгу присвячену новому єпископові: «Wiek zakonny w Niebie zapisuiący Dzieie, do czego od strzały użycza Piora, to iest Medytacye Zakonne z Przydatkiem Nabożeństwa Kapłańskiego. Przez X. Wáleryana Zawadzkiego Zákonu Swiętego Bazylego W. Konsultora Konwentu Supraśl: do Druku powtornie podane. Roku 1730. Dnia 14. Stycznia, (Supraśl, Druk OO Bazylianów)».
Єпископ Корнилій Столповицький-Лебецький помер 22 січня 1730 року в василіянському монастирі в Ятвіську по 42 днях після єпископських свячень. Його несподівана смерть викликала підозріння в церковної ієрархії, а митрополит Шептицький навіть делегував до Супрасльського монастиря консульторів Василіянського Чину, аби дослідили справу, адже була підозра, що в Супраслі Столповицького отруїли.